# Olt
Pour les articles homonymes, voir OLT et ALT.
L'Olt (en roumain et en hongrois : Olt ; en allemand : Alt ; en latin : Alutus ou Aluta) est une rivière de Roumanie, affluent du Danube à la frontière avec la Bulgarie.

## Hydronymie
Durant l'Antiquité, la rivière Olt était désignée sous le nom d'Alutus, son appellation dace, peuple des Balkans ayant précédé les Romains. Sous les Romains, ce nom est repris ou adapté en Aluta.
L'Olt a donné son nom à la région d'Olténie, au sud-ouest de la Roumanie, qu'elle longe du nord au sud.

## Géographie
L'Olt prend sa source dans les monts Hășmașul Mare dans les Carpates orientales à une altitude de 1 280 m. S'orientant vers le sud, il traverse les monts Hășmaș au défile de l'Olt. Il arrose ensuite les districts de Harghita, de Covasna, de Brașov et Sibiu. L'olt traverse plusieurs dépressions (Ciuc, Braşov, Făgăraş, Loviştea) sur le plateau transylvain et des gorges (Tuşnad, Racoş, Turnu Roşu, Cozia, Călimăneşti).  Il franchit notamment les Alpes de Transylvanie (entre les monts Cozia à l'ouest et les monts Făgăraș à l'est) à travers la cluse de Turnu Roșu qui constitue la plus longue gorge de Roumanie avec une longueur de 47 km entre les localités de Turnu Rosu et Cozia. Il traverse enfin les districts de Vâlcea, d'Olt et de Teleorman pour se jeter dans le Danube à la frontière bulgare.
Au Sud de la Roumanie, l'Olt marque la frontière entre la région historique d'Olténie et celle de Muntenie. Le défilé de Turnu Roşu, creusé par l'Olt, est le principal axe de communication entre Bucarest et la Transylvanie.
Les villes de Miercurea-Ciuc, Sfântu Gheorghe, Făgăraș, Râmnicu Vâlcea et Slatina sont baignées par l'Olt qui se jette dans le Danube près de Turnu Măgurele.
Ses principaux affluents sont le Râul Negru, la Bârsa, le Cibin, le Ghimbășel, le Lotru et l'Olteț.

## Barrages
44 barrages ont été construits dans le bassin hydrographique de l'Olt pour l'approvisionnement en eau potable, pour l'irrigation et pour la production d'énergie hydroélectrique. Il y a 24 barrages pour la production hydroélectrique sur la rivière Olt elle-même et trois sur son affluent la rivière Lotru.

## Histoire
Le long de l'Olt, les Romains ont construit une ligne de fortifications importantes dénommée « Limes Alutanus » ou Ligne de l'Olt.
Sous l'Empire romain, le défile de l'Olt et le col de Turnu Roșu, dominé par la forteresse de Castra Traiana, est une des voies de passage de la province de Dacie. En 1442, sous Jean Hunyadi puis, en 1493, sous Étienne de Thalegd, la forteresse de Castra Traiana est assiégée à deux reprises par les Ottomans.
C'est par le col de Turnu Roșu que l'armée russe entre en Transylvanie en 1849 pour réprimer la révolution hongroise.
Pendant la Première Guerre mondiale, sur le front roumain, de rudes combats opposent du 26 septembre au 24 novembre 1916 les troupes allemandes de l'Alpenkorps et de la 187e division d'infanterie à celles du royaume de Roumanie au col de Turnu Roșu. 